# Yaroslav Ivanenko
Yaroslav Ivanenko (ukrainisch Ярослав Іваненко Jaroslaw Iwanenko; * 1975 in Kiew, Ukrainische SSR) ist ein ukrainischer Tänzer, Choreograf und Ballettdirektor.
Yaroslav Ivanenko kam in Kiew zur Welt und absolvierte dort eine Ausbildung am Nationalen Konservatorium der Künste. Nach seinem Abschluss war er am dortigen Nationaltheater tätig. Es folgten Engagements in Tschechien und der Slowakei. Von 1998 an war er am Hamburg Ballett engagiert und war dort bis Ende 2010 in zahlreichen Solopartien zu sehen. Während dieser Zeit begann er choreografisch tätig zu werden.
Yaroslav Ivanenko ist seit Ende der Spielzeit 2011/2012 Ballettdirektor und Chefchoreograf am Theater Kiel. Er ist mit der langjährigen Starballerina des Hamburg Ballett Heather Jurgensen verheiratet, die mit ihm gemeinsam, als stellvertretende Ballettdirektorin, das Ballett am Theater Kiel leitet.

## Choreographien (Auswahl)
- Der Nussknacker (2011 Kiel)
- Drei Schwestern (2012 Kiel)
- Der Fall M.M. (2012 Kiel)
- Verdi-Requiem (2012 Kiel)
- Vor der Tür/Auf dem Wasser zu tanzen (2013 Kiel. Choreografie: Natalia Horecna, Yaroslav Ivanenko)
- Schwanensee (2013 Kiel)
- Faust (2014 Kiel)
- Romeo und Julia (2014 Kiel)
- Dornröschen (2015 Kiel)
- When she went away / Blame it on the Moondog (2016 Kiel. Choreografie: Yaroslav Ivanenko, Darrel Toulon)
- Coppélia (2016 Kiel)
- Moving On (2018 Kiel)
- Cinderella (2018 Kiel)
- Eugen Onegin (2019 Kiel)
- Das Bildnis des Dorian Gray (2021 Kiel)
- Die Schöne und das Biest (2021 Kiel)[4]
- Labyrinth der Träume (2022 Kiel)
- Ein Sommernachtstraum (2024 Kiel)